# Joan Laurenci
Joan Laurenci o Joan de Lídia o Joan de Filadelfia  (Joannes Laurentius o Joannes Lidus o Joannes Philadelphus,  (Ἰωάννης Λαυρέντιος Φιλαδελφεὺς ὁ Λυδός), fou un escriptor romà d'Orient del segle vi nascut a Filadelfia a Lídia el 490 en una família notable i rica.
Als 21 anys (511) va anar a Constantinoble i va entrar al servei civil del govern com a "memorialis"; exercint aquest càrrec va estudiar filosofia d'Aristòtil i de Plató sota el mestre Agapios, deixeble de Procle. El prefecte del pretori Zòtic (Zoticus) que era també de Filadelfia, el va fer nomenar tachygraphus o notarius de la seva oficina, on també treballava el seu cosí Ammià. Encara que Zòtic va durar menys d'un any en el càrrec, Joan laurenci ja estava ben situat per ascendir. Va dedicar al seu antic patró un panegíric poètic, que li va retribuir generosament.
Pels seus mèrits va ser nomenat primus chartularius i al mateix temps va exercir altres oficis que li procuraven bones rendes. Fou també Zòtic qui li va buscar una dona rica i modesta. Va concloure la seva carrera administrativa amb el càrrec de matricularius o cornicularius, però la crisi de l'època va fer baixar les retribucions d'un càrrec que havia estat molt rendible i no estava satisfet amb el que li pertocava després de 40 anys de serveis. En compensació a la manca d'ingressos va rebre altes distincions honorífiques i un reconeixement públic de les seves activitats literàries.
La darrera part de la seva vida la va dedicar a la literatura i va rebre dos encàrrecs de l'emperador Justinià I: un panegíric que havia de ser llegit en presència dels principals ciutadans i una història de la campanya persa amb la victòria de Dara. Va adquirir també reputació com a poeta, però les seves composicions s'han perdut. També s'ha perdut el seu panegíric a Justinià i la història sobre la campanya de Dara, si és que l'havia acabat d'escriure, cosa que no se sap del cert.

## Obres
Les seves obres, escrites totes quan ja era vell, són:
- (Περὶ μηνῶν δυγγραφή, De Mensibus Liber, del que en resten dos epítoms i un fragment. L'obra és un comentari històric del calendari romà, amb una explicació de les diverses festivitats i el seu mode de celebració.
- (Περὶ ἀρχῶν τῆς Ῥωμαίων πολιτείας, o Περὶ ἀρχῶν πολιτικῶν, De Magistratibus Reipublicae Romance (s. De Magistratibus Politicis) Libri tres.
- (Πετὶ διοδημειῶν, De Ostentis.

Foci menciona les tres obres de Joan Laurenci i critica el seu estil per massa elaborat i poc espontani. Diu a més, que encara que era pagà, respectava els cristians.